# Ramones (album)
A Ramones az azonos nevű együttes első albuma  1976-ból. Az együttes egy demó bemutatása után szerződött a Sire Records-hoz. A munkálatok kb. 6400 dollárba kerültek. A borítón az együttes tagjai állnak egymás mellett, egy téglafalnak dőlve. A borító 58. lett a Rolling Stone A 100 legjobb albumborító listáján.
A dalok különböző témákkal foglalkoznak: nácizmus, erőszak, férfi prostitúció, kábítószer-használat. A lemezen szerepel egy feldolgozás it, a Let's Dance Chris Montez-től.
Az albumot a kritikusok dicsérték, a Billboard 200 listán a 111. helyig jutott. A Rolling Stone Minden idők 500 legjobb albuma listáján a 33. helyre került. Szerepel az 1001 lemez, amit hallanod kell, mielőtt meghalsz című könyvben.

## Az album dalai
| 1. | Blitzkrieg Bop                        | Tommy Ramone, Dee Dee Ramone  | Mickey Leigh        | 2:12 |
| 2. | Beat on the Brat                      | Joey Ramone                   |                     | 2:30 |
| 3. | Judy Is a Punk                        | Joey Ramone                   | Leigh, Tommy Ramone | 1:30 |
| 4. | I Wanna Be Your Boyfriend             | Tommy Ramone                  | Leigh, Rob Freeman  | 2:24 |
| 5. | Chainsaw                              | Joey Ramone                   | Tommy Ramone        | 1:55 |
| 6. | Now I Wanna Sniff Some Glue           | Dee Dee Ramone                |                     | 1:34 |
| 7. | I Don't Wanna Go Down to the Basement | Dee Dee Ramone, Johnny Ramone |                     | 2:35 |

| 1. | Loudmouth                           | Dee Dee Ramone, Johnny Ramone |              | 2:00 |
| 2. | Havana Affair                       | Dee Dee Ramone, Johnny Ramone |              | 2:00 |
| 3. | Listen to My Heart                  | Ramones                       |              | 1:56 |
| 4. | 53rd & 3rd                          | Dee Dee Ramone                |              | 2:19 |
| 5. | Let's Dance                         | Jim Lee                       |              | 1:51 |
| 6. | I Don't Wanna Walk Around with You  | Dee Dee Ramone                | Tommy Ramone | 1:43 |
| 7. | Today Your Love, Tomorrow the World | Ramones                       |              | 2:09 |

## Közreműködők

### Zenészek
- Joey Ramone – vokál
- Johnny Ramone – gitár, háttérvokál
- Dee Dee Ramone – basszusgitár, háttérvokál
- Tommy Ramone – dob

### Produkció
- Tommy Ramone – producer
- Craig Leon – producer
- Rob Freeman – hangmérnök
- Don Hunerberg – hangmérnökasszisztens
- Greg Calbi – keverés
- Roberta Bayley – fényképek
- Arturo Vega – művészi munka